# 西日本鉄道片江自動車営業所

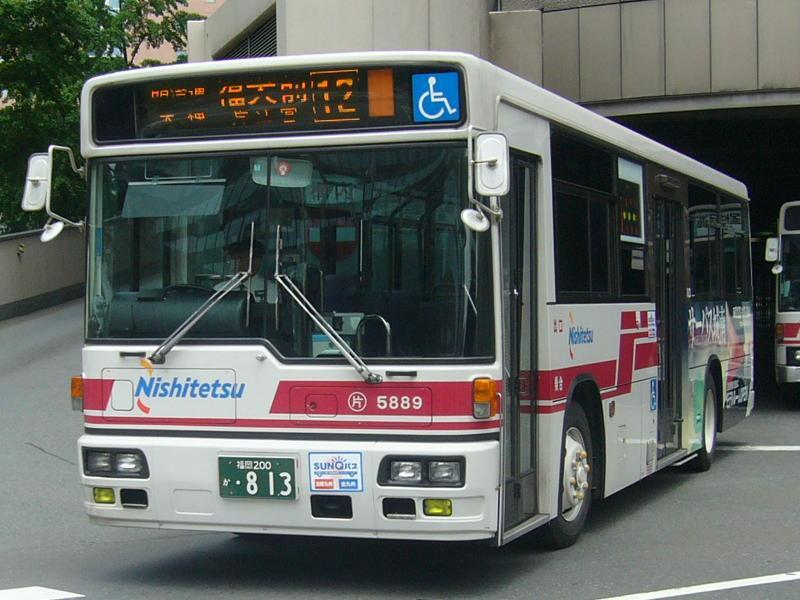
片江自動車営業所所属車両

片江自動車営業所（かたえじどうしゃえいぎょうしょ）は、西日本鉄道のバス営業所の一つで、主に福岡市都心部と城南区を結ぶ路線を担当する。営業所表記は○片。1968年（昭和43年）4月8日開設。

## 管轄路線
- 2024年11月4日現在の路線（太字は終点・始発停留所）

### 福大線
吉塚営・県庁・博多駅・天神と福岡大学地区・片江営を結ぶ路線。
- ■■ 12（大名二丁目→吉塚営業所：1／大名二丁目→博多駅：3）
  - 片江営業所 - 福大前 - 友泉亭 - 田島 - 六本松 - 警固町 - 赤坂門 - 天神 - 呉服町 - 博多駅
  - 片江営業所 - 福大前 - 友泉亭 - 田島 - 六本松 - 警固町 - 赤坂門 - 天神 - 呉服町 - 千代町 - 県庁前 - 吉塚営業所
  - 福大病院 - 福大正門前 - 福大前 - 友泉亭 - 田島 - 六本松 - 警固町 - 赤坂門 - 天神 - 呉服町 - 千代町 - 県庁前 - 吉塚営業所

多くの便が博多駅 - 片江営業所間の運行で、2023年9月30日までは桧原営業所を発着する系統もあったが、2023年10月1日のダイヤ改正で桧原営業所～片江営業所間が廃止された。
2018年3月17日のダイヤ改正までは桧原営業所と共同運行であったが、桧原営業所の新社屋改築工事に伴い、桧原営業所が担当から外れ片江営業所の単独運行となり、同時に桧原営業所発着便も大幅に減便された。
福大病院発着便と吉塚営業所発着便は平日のみ運行。吉塚営業所発着便はかつては土日祝の運行もあった。また、天神発着便もある。
- ■ 快速12（西鉄グランドホテル前→吉塚営業所：1、快速区間：六本松→千代町）
  - 片江営業所→（この間全停留所に停車）→六本松→大手門・平和台陸上競技場入口→赤坂門→西鉄グランドホテル前→天神大和証券前→川端町・博多座前→呉服町→千代町→（この間全停留所に停車）→吉塚営業所

平日のみの運行である。六本松→赤坂門間では、各停便と快速便で経路が異なる。
- ■■ 94
  - 片江営業所 - 堤 - 北片江 - 神松寺橋 - 田島 - 城南区役所前 - 鳥飼 ｰ 西新四丁目 - 九州医療センター ｰ 福岡タワー（TNC放送会館）

日中のみ毎時1本程度運行される。名義上、福大線を名乗るが12番との重複区間は県道東油山唐人線の樋井川沿いの区間に限られ、福大正門前及び福大前は経由しない。そのため、片江所属車車内に掲示されている路線図には鳥飼～西新線と記載されている。2008年3月15日改正で西新パレス前 - 福岡タワー間を延長した。

### エコルライナー
- ■ エコルライナー
  - 天神系統（福大線にて運行）
    - 下り：天神協和ビル前→赤坂門→赤坂二丁目→六本松→中村大学前→福大薬学部前→福大正門前→片江営業所

  - 博多駅系統（片江（城南）博多駅線、油山（快速）博多駅線にて運行）
    - 下り：博多駅→渡辺通一丁目→薬院駅前→六本松→中村大学前→福大薬学部前→福大正門前→片江営業所
    - 上り：片江営業所→福大前→東七隈→六本松→薬院駅前→渡辺通一丁目→博多駅

「エコルカード」発売開始後の2004年から運行開始している。福岡大学への通学路線のため、平日のみ運行で、朝に片江営業所行きを、夕方に博多駅行きを運行する。停車地は都心の停留所や大学・高校最寄り停留所のみとなっている。

### 油山線
主に天神・博多駅・県庁と中央区西部・城南区東部を、明治通経由で結ぶ路線。桧原営業所との共同運行。桧原営業所の社屋改築工事に伴い2018年3月17日より桧原営業所が担当から外れ、全便が一時的に片江営業所の単独での運行となっていたが、新社屋完成後に実施された2019年7月20日のダイヤ改正で、桧原営業所と共同運行に戻った。
- ■■ 13（大名二丁目→吉塚営業所：1／大名二丁目→博多駅：3）
  - 片江営業所 - 南片江六丁目 - 堤 - 島廻橋 - 笹丘 - 六本松 - 福岡市美術館東口 - 赤坂門 - 天神 - 呉服町 - 千代町 - 県庁前 - 吉塚営業所
  - 桧原営業所 - 堤 - 島廻橋 - 笹丘 - 六本松 - 福岡市美術館東口 - 赤坂門 - 天神 - 呉服町 - 千代町 - 県庁前 - 吉塚営業所
  - 片江営業所 - 南片江六丁目 - 堤 - 島廻橋 - 笹丘 - 六本松 - 福岡市美術館東口 - 赤坂門 - 天神 - 呉服町 - 博多駅
  - 桧原営業所 - 堤 - 島廻橋 - 笹丘 - 六本松 - 福岡市美術館東口 - 赤坂門 - 天神 - 呉服町 - 博多駅

片江営業所から出庫して堤まで回送し、堤を始発として運行する便が数本設定されている。ただし、堤終点の便は存在しない。
- ■■ 快速13（西鉄グランドホテル前→吉塚営業所：1、快速区間：六本松～千代町）
  - 片江営業所 - （この間全停留所に停車） - 六本松 - 大手門・平和台陸上競技場入口 - 赤坂門 - 西鉄グランドホテル前 - 天神 - 川端町・博多座前 - 呉服町 - 千代町 - （この間全停留所に停車） - 吉塚営業所
  - 桧原営業所 - （この間全停留所に停車） - 六本松 - 大手門・平和台陸上競技場入口 - 赤坂門 - 西鉄グランドホテル前 - 天神 - 川端町・博多座前 - 呉服町 - 千代町 - （この間全停留所に停車） - 吉塚営業所

### 油山（快速）博多駅線
主に天神・博多駅と中央区西部・城南区東部を、国体道路経由で結ぶ路線。桧原営業所との共同運行。
先述の13番同様、2018年3月17日のダイヤ改正より桧原営業所が担当から外れ、全便が一時的に片江営業所の単独での運行となっていたが、新社屋完成後に実施された2019年7月20日のダイヤ改正で、桧原営業所との共同運行に戻った。
- ■■ 113（六本松→博多駅：8）
  - 片江営業所 - 堤 - 島廻橋 - 笹丘 - 六本松 - 警固町 - 天神 - キャナルシティ博多前 - 博多駅
  - 桧原営業所 - 堤 - 島廻橋 - 笹丘 - 六本松 - 警固町 - 天神 - キャナルシティ博多前 - 博多駅

13番と同様に堤を始発として運行する便が数本設定されている。ただし、堤終点の便は存在しない。
また、平日の朝夕時間帯に博多駅前博多口行きが設定されており、博多駅は通常の新三井ビル前降車場ではなく博多駅前Bのりばに到着する。車内放送でも「このバスは8番博多駅前博多口行きです」と繰り返し案内される。(下記の快速も同様)
- ■■ 快速113（六本松→博多駅：8、快速区間：六本松～博多駅）
  - 片江営業所 - （この間全停留所に停車） - 六本松 - 警固町 - 天神警固神社・三越前 - 天神一丁目 - キャナルシティ博多前 - 祇園町 - 博多駅
  - 桧原営業所 - （この間全停留所に停車） - 六本松 - 警固町 - 天神警固神社・三越前 - 天神一丁目 - キャナルシティ博多前 - 祇園町 - 博多駅

### 茶山線
城南学園通りを経由し城南区西部の福大病院・茶山地区と天神・博多駅を結ぶ路線。
- ■■ 140（大名二丁目→博多駅：3）
  - 片江営業所 - 福大病院 - 七隈四角 - （金山団地） - 金山団地口 - 茶山 - 六本松 - 福岡市美術館東口 - 赤坂門 - 天神 - 呉服町 - 博多駅

博多駅発着系統は2023年3月25日改正で新設された。金山団地口バス停は城南学園通り上にあり、金山団地経由便は一旦城南学園通りから外れて金山団地内にある停留所に停車する。大半の便が金山団地を経由する。
- ■■ 95
  - 片江営業所 - 福大病院 - 七隈四角 - 金山団地口 - 茶山 - 荒江四角 - 脇山口 - 西南中高前 - 福岡タワー（TNC放送会館）

本数が少なく、1日数本程度の運行である。全便金山団地は経由しない。
- ■■ 無番
  - 福大病院 - 野芥三丁目 - 西油山ハイツ

かつては14番や114番が西油山ハイツまで運行していたが、現在は福大病院までに短縮されている。
- ■ 13
  - 天神→赤坂門→福岡市美術館東口→六本松

平日朝1本のみ天神発六本松終点がある。2020年3月21日改正までは別府駅行きで、行先番号も140番としていた。
- ■ 113
  - 博多駅→キャナルシティ博多前→天神→警固町→六本松

平日朝1本のみ博多駅発六本松終点がある。2020年3月21日改正までは別府駅行きで、行先番号も114番としていた。

### 片江（城南）博多駅線
博多駅と福岡大学・片江営業所を東七隈・島廻橋・六本松・城南線・薬院駅経由で結ぶ路線。
- ■■ 16
  - 片江営業所 - 福大前 - 片江三丁目 - 島廻橋 - 笹丘 - 梅光園口 - 六本松 - 桜坂 - 薬院駅前 - 渡辺通一丁目 - 住吉 - 博多駅

梅光園口は始発のみで、平日朝のみ運行。
- ■ 快速16（快速区間：六本松～住吉）
  - 片江営業所→（この間全停留所に停車）→六本松→雙葉学園入口→薬院大通り→薬院駅前→渡辺通一丁目→渡辺通一丁目サンセルコ前→住吉→博多駅

平日朝に、博多駅行きのみの運行。

### 小笹～天神線
福岡タワー・片江営方面から小笹・平尾を経由し、天神・吉塚営方面へ至る路線。柏原営業所との共同運行。
全便が快速便として運行されている。
- ■■快速54（天神→吉塚営業所：1、快速区間：渡辺通一丁目～千代町）
  - 片江営業所 - 堤 - 島廻橋 - 笹丘 - 笹丘一丁目 - 小笹 - 西鉄平尾駅 - 薬院大通り - 薬院駅前 - 渡辺通一丁目 - 天神 - 呉服町 - 千代町 - 県庁前 - 吉塚営業所

2010年3月27日ダイヤ改正前の59-1に相当する系統で、同改正で片江営業所への出入庫運用及び54-1の送り込み運用を兼ねた朝夕のみの運行に縮小された。柏原営業所が担当する59番も同様である。
- ■■ 快速54-1（天神→吉塚営業所：1、快速区間：渡辺通一丁目～千代町）
  - 福岡タワー（TNC放送会館） - 西新四丁目 - 鳥飼 - 六本松二丁目 - 笹丘一丁目 - 小笹 - 西鉄平尾駅 - 薬院大通り - 薬院駅前 - 渡辺通一丁目 - 天神 - 呉服町 - 千代町 - 県庁前 - 吉塚営業所

日中は主に54-1番が運行される。2019年3月16日ダイヤ改正で吉塚営業所系統が減便され、大半が天神発着となった。
福岡タワー発は梅光園口までは普通54-1として案内し、笹丘一丁目から快速54番として案内される。

### 片江（長住）博多駅線
- ■■ 64
  - 福大病院 - 片江営業所 - 堤 - 島廻橋 - 長住三丁目 - 野間四角 - 日赤前 - 那の川 - 百年橋 - 博多駅

大池通りを通る片江営業所唯一の路線であり、半数以上が福大病院発着である（土日祝を中心に片江営業所発着もある）。福大病院行きは終点到着後片江営業所へ回送されるが、一部は折り返しまで福大病院構内駐車場で待機する便もある（片江営業所行きは終点到着後そのまま片江営業所へ）。博多駅行きの終点は博多駅筑紫口であるが（終点到着後は博多営業所へ回送）、逆は博多駅前Cのりば始発である（博多営業所から回送）。なお、行先表示は福大病院 - 西片江一丁目間は「長住・野間四角方面」と表示される。さらに長住三丁目 - 博多駅間は桧原営業所が担当する67番と同一経路である。
2021年3月13日改正で、博多駅行きのみ南片江を通過するようになった。

### 博多駅～福岡空港線
- ■■ AIRPORT BUS

直行

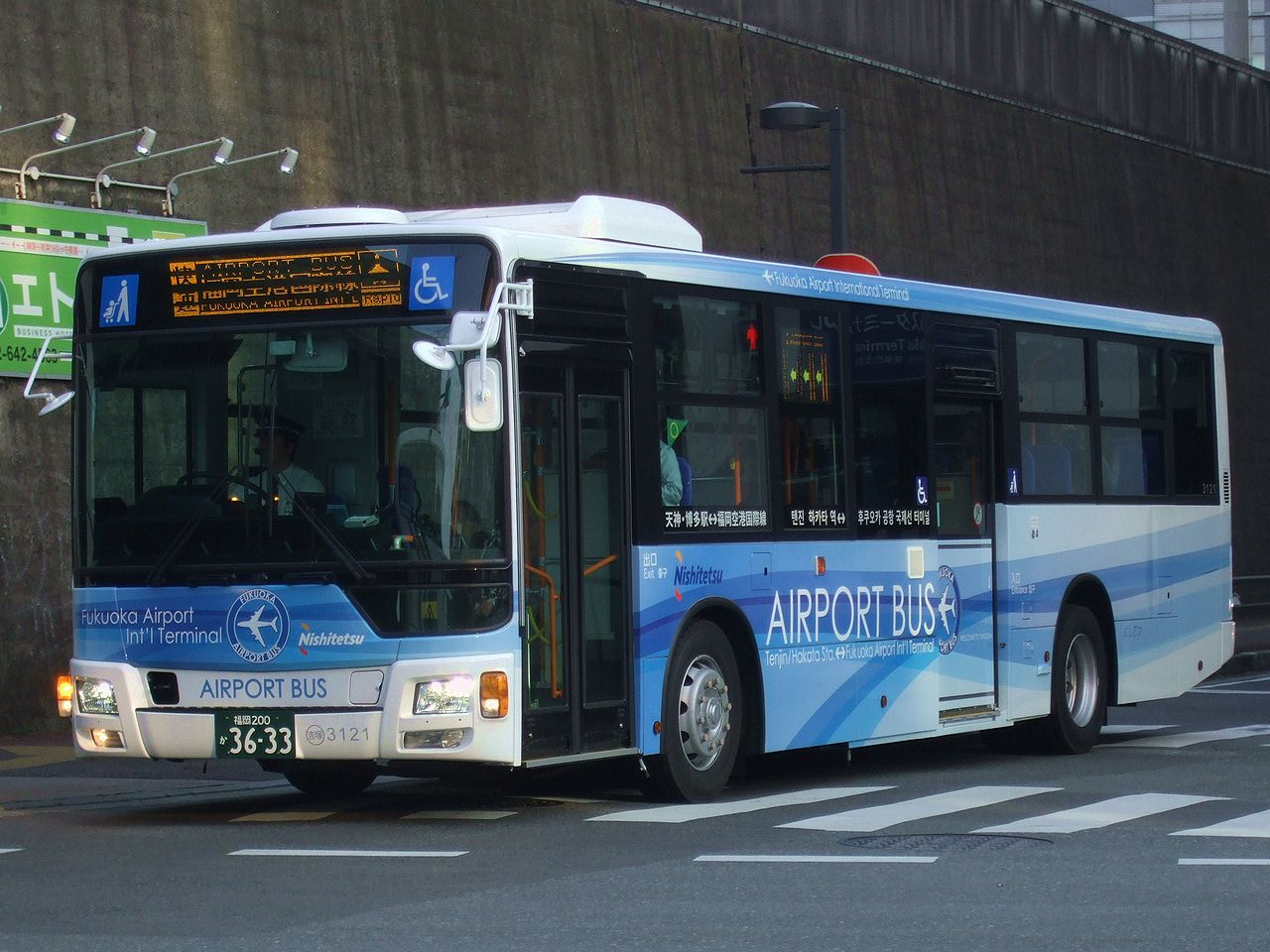
博多バスターミナルを出発する福岡空港国際線行きバス

福岡空港国際線 - (ノンストップ) - 博多駅（博多駅筑紫口）
2023年10月ダイヤ改正より吉塚営業所と共同運行。出入庫は12番・16番で行う。
2025年4月ダイヤ改正より竹下営業所との共同運行に変更の上、連接バスにて運行となる。（当営業所担当便は引き続き専用の三菱ふそうエアロスターにて運行）

### 福大病院（外環状）大橋線

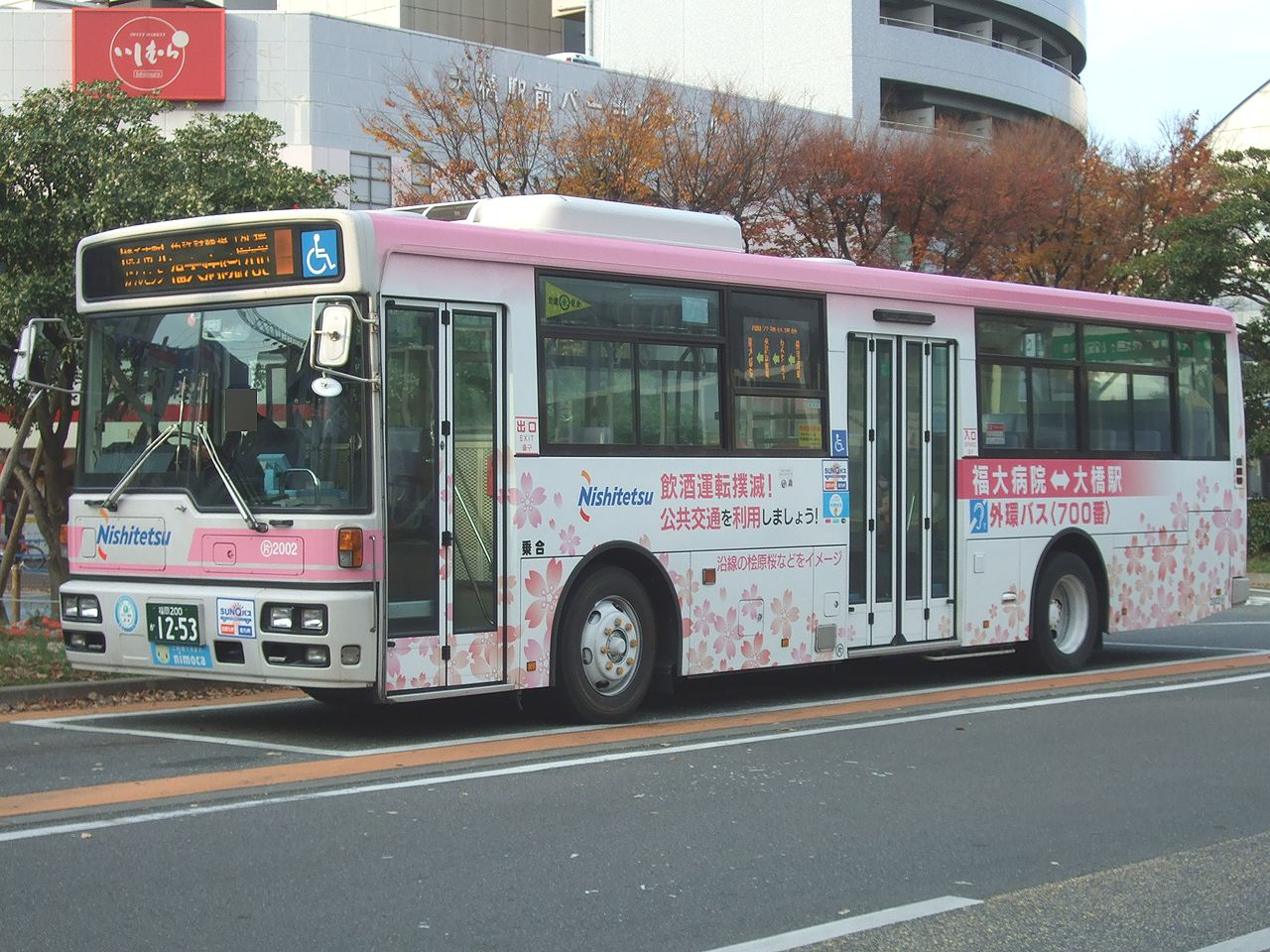
2012年4月30日までの使用車両
※現在はラッピングのない車両で運行されておりこの車両のラッピングも撤去された

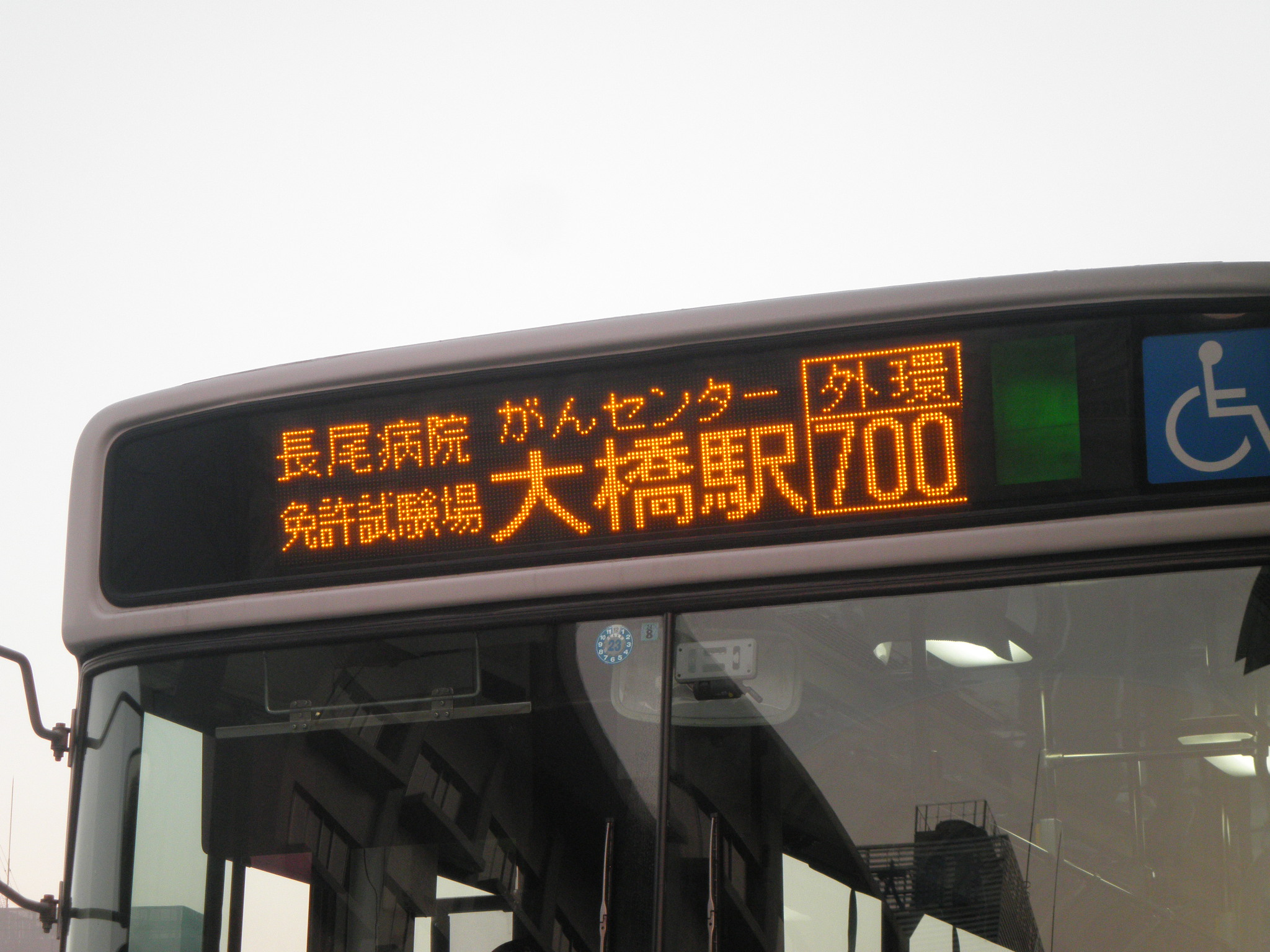
700番行先表示（福大病院にて）
行先番号の上に「外環」と表示されており、現在の外環1番にも同様の表示形態が採られている

福岡大学病院と大橋駅を福岡外環状道路経由で結ぶ路線。2011年1月29日に福岡市や西鉄、九州地方整備局、九州運輸局、沿道の病院関係者が参画する「福岡外環状道路の利用増進に向けた交通体系の方策検討会」を実施主体とし、2011年3月末までの社会実験として「急行700番」系統として運行開始。社会実験としての運行は実施期間を延長し同年4月24日まで運行され 終了したが、2011年10月3日に、西鉄が同年10月31日から2012年10月30日までの期間で、ルート・停車停留所・運行本数を変更し、運賃を値下げした上で、試行運行として再度700番の運行を開始し、10月31日以降は本格運行に移行している。
2012年から翌年4月30日まで使用車両には沿線の桧原桜をイメージしたラッピングが施されていた。また、2012年10月9日から翌年3月31日まで、福岡市と合同でヒアリング・ループの実証実験を行い、以後主に当路線に使用される車両へ採用されている。
2015年3月改正で行先番号が運行ルートがイメージしやすい「外環1番」（側面表示器では「1　外環状道路」と表記）に改められたほか、通勤・通学時間帯に下り便の快速系統「エコルライナー」が1便新設された。
- ■■ 外環1
  - 福大病院 - 福大正門前 - 片江営業所 - 堤 - 自動車免許試験場正門前 - 九州がんセンター - 横手四丁目 - 西鉄大橋駅

片江営業所は一部の始発のみ

### 「ABURAYAMA FUKUOKA」行き臨時バス
4月から11月の土日祝日のみ運行。地下鉄福大前駅および油山山麓部の主要停留所と「ABURAYAMA FUKUOKA」を結ぶ。
2023年より油山牧場が大幅リニューアルされ「ABURAYAMA FUKUOKA」となったことから運行内容が大幅に変更された。担当営業所が桧原営業所から片江営業所に変更され、全便が桧原営業所経由となり、油山市民の森の敷地内は走行しなくなった。これにより専用車の小型バスではなく一般の大型路線車が使用されるようになった。
- 福大正門前 - 西鉄片江営業所 - 堤 - 油山団地口 - 西鉄桧原営業所 - 花畑園芸公園入口 - ABURAYAMA FUKUOKA

※上記記載停留所のみ停車

## 過去の路線

### 脇山線
- ■□ 3
  - 片江営業所 - 福大前 - 七隈四角 - 干隈一丁目 - 飯倉 - 荒江四角 - 脇山口 - 西新パレス前

### 福大線
- ■■ 12
  - （12番:現行路線 吉塚営業所 - 福大前） - 倉瀬戸 - 福大病院 - 東梅林 - 野芥二丁目 - 福岡歯科大学病院前 - 建石 - 四箇田団地
  - （12番:現行路線 博多駅 - 福大前）→倉瀬戸→福大病院→東梅林→野芥二丁目→福岡歯科大学病院前→建石→四箇田団地
  - （12番:現行路線 吉塚営業所 - 福大前） - 倉瀬戸 - 福大病院 - 東梅林 - 野芥三丁目 - 早良妙見東口 - 西油山ハイツ
  - 桧原営業所 - （12番:現行路線 片江営業所 - 博多駅）

12番桧原営業所発着は2018年3月改正で大幅に縮小されて全便片江営業所に移管されていたが、2023年3月改正で朝と夕方の2往復となり、2023年10月改正で桧原営業所発着は廃止され全便片江営業所発着となった。
- ■ 12快速(快速区間　西鉄グランドホテル前→六本松）
  - 吉塚営業所→県庁九大病院前→千代町→呉服町→土居町→東中洲→天神→西鉄グランドホテル前→赤坂門→（城内）→六本松→田島→友丘→小松ヶ丘→東七隈→福大前→長野町→片江営業所

- ■ 急行福大急行（急行区間　全区間）
  - 博多駅→渡辺通一丁目→薬院駅前→六本松→東七隈→福大前→片江営業所

- ■■ 12-1（吉塚営業所行きは東七隈から12番、大名二丁目から1番として運行）
  - 吉塚営業所 - 県庁九大病院前 - 千代町 - 呉服町 - 東中洲 - 天神 - 赤坂門 - 警固町 - 赤坂三丁目 - 六本松 - 田島 - 友丘 - 小松ヶ丘 - 東七隈 - 七隈四角 - 福大病院 - 福大正門前 - 西片江一丁目 - 片江営業所

### 油山線
- ■□ 13
  - （13番:現行路線 片江営業所 - 警察本部前・九大病院入口） - 箱崎 - 九大前

- □ 無番（時刻表上では13番として記載されている場合もあった）
  - 片江営業所→堤→片江一丁目→島廻橋→神松寺二丁目→長尾一丁目→笹丘→梅光園一丁目→六本松

### 茶山線
- ■■ 14
  - 片江営業所 - 長野町 - 倉瀬戸 - 福大病院 - 七隈四角 - 金山団地口 - 茶山 - 城南体育館入口 - 別府六丁目 - 別府二丁目 - 六本松 - 赤坂三丁目 - 警固町 - 天神 - 東中洲 - 土居町 - 呉服町 - 千代町 - 県庁九大病院前 - 吉塚営業所
  - 金山団地 - 金山団地口 - 茶山 - 城南体育館入口 - 別府六丁目 - 別府二丁目 - 六本松 - 赤坂三丁目 - 警固町 - 天神 - 東中洲 - 土居町 - 呉服町 - 千代町 - 県庁九大病院前 - 吉塚営業所
  - 片江営業所 - 長野町 - 福大病院 - 七隈四角 - 金山団地口 - 茶山 - 城南体育館入口 - 別府六丁目 - 別府二丁目 - 六本松 - 赤坂三丁目 - 警固町 - 天神 - （天神北）都市高速（西公園） - 中央市民プール - 福岡ドーム前 - 国立医療センター - 医師会館・ソフトリサーチパーク前 - 福岡タワー南口（TNC放送会館）
  - 片江営業所 - 長野町 - 福大病院 - 七隈四角 - 金山団地口 - 茶山 - 城南体育館入口 - 別府六丁目 - 別府二丁目 - 六本松 - 赤坂三丁目 - 警固町 - 天神 - （天神北）都市高速（西公園） - 中央市民プール - 福岡ドーム前 - 国立医療センター - 医師会館・ソフトリサーチパーク前 - 福岡タワー南口 - ももち浜クリニックゾーン - 藤崎
  - 片江営業所 - 長野町 - 倉瀬戸 - 福大病院 - 七隈四角 - 金山団地 - 茶山 - 城南体育館入口 - 別府六丁目 - 別府二丁目 - 城南区役所前 - 六本松 - 赤坂三丁目 - 警固町 - 天神 - 那の津四丁目
  - 片江営業所→福大前→七隈四角→金山団地口→茶山→城南体育館入口→別府六丁目→別府二丁目→六本松→赤坂三丁目→警固町→天神→天神北
  - 西油山ハイツ→野芥→福大病院→七隈四角→金山団地口→茶山→城南体育館入口→別府六丁目→別府二丁目→六本松→赤坂三丁目→警固町→天神→那の津四丁目
  - 六本松→別府二丁目→別府六丁目→城南体育館入口→茶山→金山団地口→七隈四角→福大病院→野芥→西油山ハイツ

- ■ 14快速（快速区間　別府二丁目→天神警固神社・三越前）
  - 片江営業所→長野町→倉瀬戸→福大病院→七隈四角→金山団地口→茶山→城南体育館入口→別府六丁目→別府二丁目→六本松→警固町→天神→東中洲→土居町→呉服町→千代町→県庁九大病院前→吉塚営業所

- ■ 14　深夜バス
  - 天神北→警固町→六本松→別府二丁目→別府六丁目→茶山→金山団地口→七隈四角→福大正門前→西片江一丁目→片江営業所

- ■■■ 114急行（急行区間　別府二丁目 - 博多駅）
  - 片江営業所 - 長野町 - 福大病院 - 七隈四角 - 金山団地口 - 茶山 - 城南体育館入口 - 別府六丁目 - 別府二丁目 - 六本松 - 赤坂三丁目 - 警固町 - 天神 - キャナルシティ博多前 - 祇園町 - 博多駅交通センター - 博多駅筑紫口 - 駅東三丁目 - 山王一丁目

- ■■ 快速114（六本松→博多駅方面：8）
  - 博多駅 - 祇園町 - キャナルシティ博多前 - 天神一丁目 - 天神警固神社・三越前 - 警固町 - 六本松 - 別府駅前 - 茶山 - 金山団地口 - 七隈四角 - 福大病院 - 西片江一丁目 - 片江営業所

- ★ 深夜114
  - 博多駅→祇園町→キャナルシティ博多前→天神一丁目→天神警固神社・三越前→警固町→六本松→茶山→金山団地口→七隈四角→福大正門前→西片江一丁目→片江営業所

- ■■■ 114（六本松→博多駅・扇町：8）
  - 片江営業所 - 福大病院 - （ - 金山団地 - ） - 七隈四角 - 茶山 - 六本松 - 警固町 - 天神警固神社・三越前 - キャナルシティ博多前 - 博多駅 - 山王一丁目 - 扇町
  - 博多駅 → キャナルシティ博多前 → 天神警固神社・三越前 → 警固町 → 六本松 → 別府駅前 → 茶山 → 七隈四角 → 福大病院 → 野芥 → 西油山ハイツ

博多駅・扇町から国体道路・六本松・茶山・福大病院を経由して片江営業所を結ぶ路線。金山団地は一部便のみ経由していた。2020年以降の扇町発着便は平日朝のみの運行であり、全便金山団地経由であった。福岡市地下鉄七隈線延伸開業に伴い、2023年3月25日のダイヤ改正で廃止。
- ■■ 140
  - 天神北→天神→西鉄グランドホテル前→赤坂門→大手門→城内美術館東口→六本松→別府二丁目→別府六丁目→城南体育館入口→茶山→金山団地口→七隈四角→福大病院東口→長野町→片江営業所
  - （140番:現行路線 片江営業所 - 呉服町） - 千代町 - 県庁前 - 吉塚営業所

- ■ 急行（急行区間　全区間）　　　
  - 博多駅→渡辺通一丁目→薬院駅前→六本松→七隈四角→福大病院→片江営業所

### 片江（城南）博多駅線
- ■ 16快速（快速区間　博多駅→六本松）
  - 博多駅→住吉→渡辺通一丁目→薬院駅前→動物園入口→六本松→梅光園一丁目→笹丘→長尾一丁目→神松寺二丁目→島廻橋→片江小学校前→小松ヶ丘→東七隈→福大前→長野町→片江営業所

### 茶山（城南）博多駅線
- ■■ 18
  - 片江営業所 - 長野町 - 倉瀬戸 - 福大病院 - 七隈四角 - （金山団地） - 金山団地口 - 茶山 - 城南体育館入口 - 別府六丁目 - 別府二丁目 - 六本松 - 桜坂 - 雙葉学園入口 - 薬院大通 - 薬院駅前 - 渡辺通一丁目 - 住吉 - 博多駅前 - 呉服町 - 千代町 - 県庁九大病院前 - 吉塚営業所

- ■ 18快速（快速区間　別府二丁目→住吉）
  - 片江営業所→長野町→倉瀬戸→福大病院→七隈四角→金山団地口→茶山→城南体育館入口→別府六丁目→別府二丁目→六本松→動物園入口→薬院大通→薬院駅前→渡辺通一丁目→住吉→博多駅

- □ 58-1
  - 博多駅前→住吉→渡辺通一丁目→薬院駅前→薬院大通→動物園入口→桜坂→泰星高校前→動物園前→薬院大通→薬院駅前→渡辺通一丁目→住吉→博多駅前

### 小笹 - 天神線
- ■■ 54
  - 片江営業所 - 南片江小学校前 -南町- 油山団地前 - 東油山 - 堤 - 片江一丁目 - 島廻橋 - 神松寺二丁目 - 長尾一丁目 - 笹丘 - 小笹 - 平和五丁目 - 山荘通 - 平尾 - 一本木 - 薬院二丁目 - 赤坂門 - 西鉄グランドホテル前 - 天神
- ■■快速54（天神→箱崎三丁目：1、快速区間：渡辺通一丁目～千代町）
  - （54番:現行路線 片江営業所 - 警察本部前・九大病院入口）→箱崎三丁目
- ■■ 快速54-1（快速区間：渡辺通一丁目～千代町）
  - （54-1番:現行路線 福岡タワー（TNC放送会館） - 警察本部前・九大病院入口）←箱崎三丁目

### 桧原循環線
- ■□ 60
  - 福大病院 - 片江営業所 - 堤 - 横内 - 桧原営業所 - 屋形原 - 中尾二丁目 - 若久 - 緑園前 - 野間四角 - 清水町 - 日赤前 - 那の川 - 渡辺通一丁目 - 天神 - 西鉄グランドホテル前 - 赤坂門 - 警固町 - 赤坂三丁目 - 六本松 - 田島 - 友丘 - 小松ヶ丘 - 東七隈 - 福大前 - 片江営業所
  - 片江営業所 - 福大前 - 東七隈 - 小松ヶ丘 - 友丘 - 田島 - 六本松 - 赤坂三丁目 - 警固町 - 赤坂門 - 西鉄グランドホテル前 - 天神 - 渡辺通一丁目 - 那の川 - 日赤前 - 清水町 - 野間四角 - 緑園前 - 若久 - 中尾二丁目 - 屋形原 - 桧原営業所 - 横内 - 片江営業所
  - 九州がんセンター - 野多目 - 福商高校前 - 若久 - 野間四角 - 清水町 - 日赤前 - 渡辺通一丁目 - 天神 - 西鉄グランドホテル前 - 赤坂門 - 警固町 - 赤坂三丁目 - 六本松 - 田島 - 友丘 - 小松ヶ丘 - 東七隈 - 福大前 - 長野町 - 片江営業所

### 屋形原線
- ■■ 61
  - 福大病院 - 倉瀬戸 - 長野町 - 片江営業所 - 堤 - 横内 - 桧原三角 - 桧原営業所 - 柏原 - 屋形原 - 福岡病院下 - 中尾二丁目 - 若久 - 緑園前 - 神田町一丁目 - 野間四角 - 清水町 - 日赤前 - 那の川 - 高砂 - 渡辺通一丁目 - 天神 - 西鉄グランドホテル前 - 赤坂門 - 西公園
  - 福大病院 - 倉瀬戸 - 長野町 - 片江営業所 - 堤 - 横内 - 桧原三角 - 桧原営業所 - 柏原 - 屋形原 - 福岡病院下 - 中尾二丁目 - 若久 - 緑園前 - 神田町一丁目 - 野間四角 - 清水町 - 日赤前 - 那の川 - 高砂 - 渡辺通一丁目 - 天神 - 市民会館前 - 国際会議場・サンパレス前 - 中央ふ頭（博多港国際ターミナル）
  - 福大病院 - 倉瀬戸 - 長野町 - 片江営業所 - 堤 - 横内 - 桧原三角 - 桧原営業所 - 柏原 - 屋形原 - 福岡病院下 - 中尾二丁目 - 若久 - 緑園前 - 神田町一丁目 - 野間四角 - 清水町 - 日赤前 - 那の川 - 高砂 - 渡辺通一丁目 - 天神 - 那の津四丁目

### 片江（長住）博多駅線
■ 64
- 片江営業所→南片江小学校前→南町→油山団地前→東油山→堤→片江一丁目→島廻橋→長尾変電所前→長住三丁目→長住一丁目→野間大池→野間三丁目→野間四角→西鉄高宮駅

### 田島線
- ■□ 65
  - 片江営業所 - （福大前） - 笹丘 - 田島 - 小笹 - 平尾 - 渡辺通一丁目 - 天神

### 福大病院 - 四箇田団地線
- ■ 無番
  - 福大病院 - 東梅林 - 野芥二丁目 - 福岡歯科大学前 - 建石 - 四箇田団地

以前は12番の一部だった。2008年3月15日をもって土曜夜1便を残し早良営業所へ移管されるが、後に廃止されている。

### 福大病院（外環状）大橋線（社会実験）
2011年1月29日 - 2011年4月24日
- ■■ 急行 700 　※全停留所記載
  - 福大病院 - 西片江一丁目 - 南片江 - 片江営業所 - 堤 - 長尾病院前 - 桜町 - 西花畑小学校・桧原桜前 - 自動車免許試験場前 - 屋形原一丁目 - 野多目 - （九州がんセンター） - 向新町 - 西鉄大橋駅

### 早良高校線
- ■ 無番
  - 天神→赤坂門→警固町→六本松→梅光園一丁目→笹丘→長尾一丁目→神松寺二丁目→島廻橋→片江一丁目→堤→片江営業所→西片江一丁目→東梅林→野芥→野芥三丁目→早良妙見西口→早良営業所→早良平尾→仙道→城の原→野田→早良高校
- ■  12
  - 六本松→梅光園一丁目→田島→友丘→小松ヶ丘→東七隈→七隈四角→福大正門前→東梅林→野芥→野芥三丁目→早良妙見西口→早良営業所→早良平尾→仙道→城の原→野田→早良高校
- 無番
  - 天神→赤坂門→警固町→六本松→笹丘→島廻橋→堤→片江営業所→東梅林→野芥→野芥三丁目

### 博多駅～中央ふ頭線
- ■ 80
  - 博多駅地区 - 祇園町 - キャナルシティ博多前 - (←■68)天神地区 - 市民会館前 - 国際会議場サンパレス前 - マリンメッセ前 - 博多港国際ターミナル

### 屋形原（現人橋）線
- ■■ 6
  - 西鉄大橋駅 - 南区役所 - 清水町 - 野間四角 - 屋形原 - 桧原営業所 - 堤 - 片江営業所 - 西片江一丁目 - 福大病院

### エコルライナー
- ■ エコルライナー
  - 上り：片江営業所 → 福大前 → 東七隈 → 六本松 → 赤坂門 → 天神福銀本店前 → 天神大和証券前 → 川端町・博多座前 → 博多駅新三井ビル前（天神→博多駅間は快速3）

### 福大病院（外環状）大橋線
- ■ エコルライナー
  - 福大病院 - 福大正門前 - 西片江一丁目 - 堤 - 桜町 - 自動車免許試験場正門前 - 屋形原一丁目 - 野多目 - 野多目小学校前 - 西鉄大橋駅

2015年3月改正で通勤・通学時間帯に下り便の快速系統「エコルライナー」が1便新設されたが、2024年3月で廃止された。

## 車両

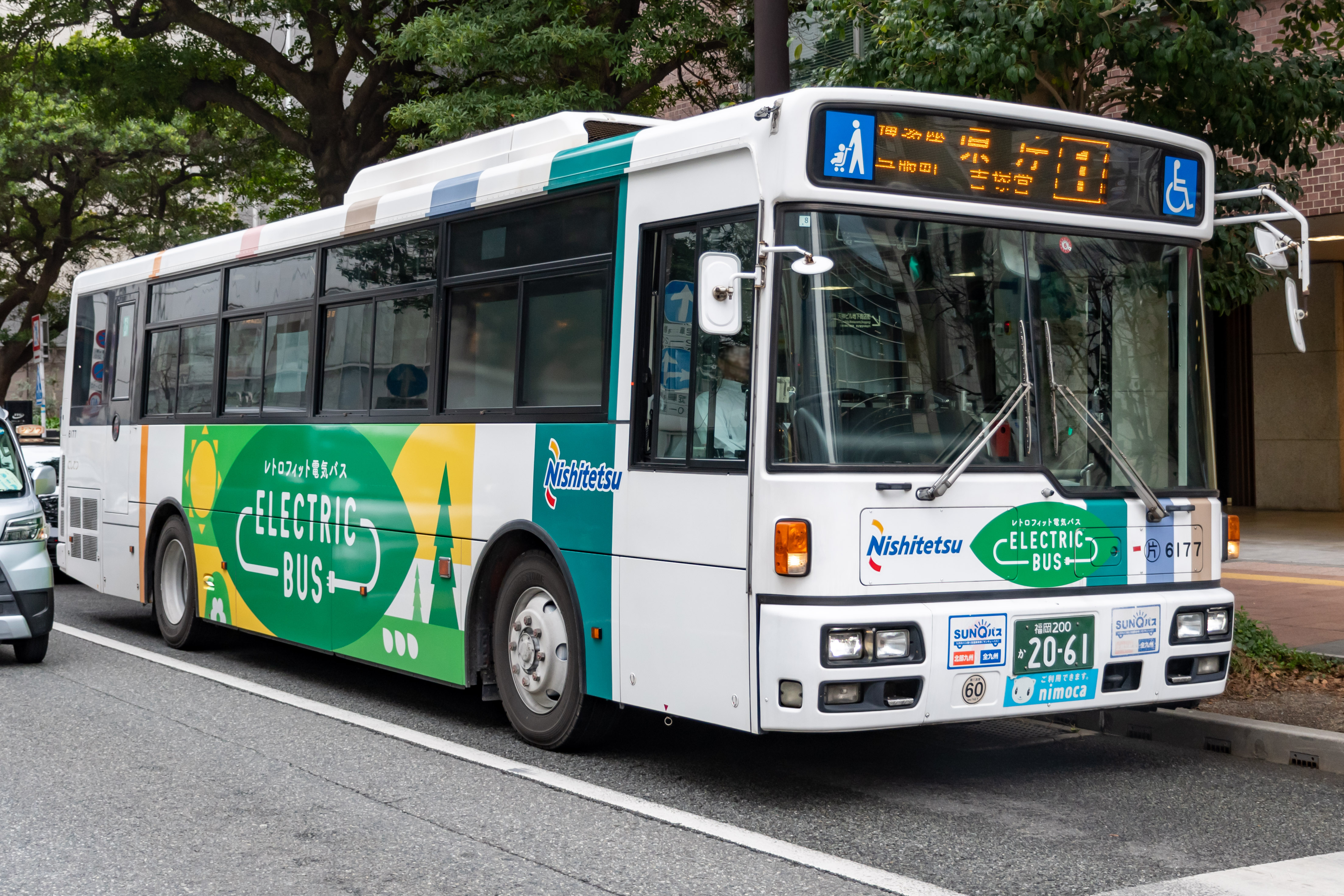
レトロフィット電気バス（6177）

- 元々はいすゞ車・日野車が指定されていたが、2000年代はUDトラックス（旧・日産ディーゼル工業）車が指定されていた。西日本車体工業が解散した2010年以降はいすゞ・日野に加え三菱ふそうも配置されている。都市高速経由の定期路線を有しないため、ETC搭載車は少数である。
- 大型車
  - ツーステップ車：いすゞ車と日野車の配置。近年は廃車が発生し数を減らしつつあるものの在籍台数は多い方にある。2023年10月ダイヤ改正での減便により全て運用を離脱。
  - ワンステップ車：2003年～2005年は日産ディーゼルUA型、2006年～2008年までと2010年にはスペースランナーRAを導入。2009年には宇美・雑餉隈から5台、2011年には那珂川から1台のエルガ（西工架装）が転入し2024年に3台（2004号車・2005号車・2111号車）が西鉄バス宗像に転出した。2010年代に入るとメーカー純正車体で導入され、まず2010年にエルガが導入された。2012年には三菱ふそう・エアロスターを導入し、2013年にはブルーリボンⅡを配置、久々の日野配置となった。ブルーリボンⅡについては現在全車が福岡空港・那珂川へ転出している。三菱ふそう車は本格導入前の2011年、700番新設に伴う車両不足を補うため金武営業所から3605号車（KL-MP35JM型）・雑餉隈営業所から3101号車（KC-MP217型）が転入したが、2012年初頭に3101号車は西鉄バス二日市本社へ転出、3605号車は4月に金武営業所へ再転出となった。
  - ノンステップ車：2013年末から配置。現在はエルガ、エアロスター、ブルーリボンⅡ（2017年からブルーリボン）を順次導入している。
- ハイブリッド車

2012年に日野のブルーリボンシティハイブリッドが2台（8604・8605号車）配置された。2013年4月には九州初となるいすゞエルガハイブリッド（2722・2723号車）が那珂川営業所から転属し、2014年にも2830・2831号車が配置された。さらに2018年3月には福大・油山・油山（快速）博多駅線の移管に伴い桧原営業所より2916・2917号車が転入した。これによりいすゞエルガハイブリッドは全車当営業所配置となった。
- レトロフィット電気バス（EV車）

2023年5月頃から台湾のRAC Electric Vehicles社の技術指導により西鉄車体技術でEVに改造された、日産ディーゼル・スペースランナーRA（6251,6261）が配置。当初は油山（快速）博多駅線で運用されていたが、その後EV改造車両の追加配置により、他路線での運用も開始。
その後、同じくEVに改造された、6134・6177・6196・6236・6237（全て日産ディーゼル・スペースランナーRA）が運用についており、今後も増備される模様。
- 中型車

2010年に屋形原(現人橋)線の担当を移管したとともに他の営業所へ転出したため、配置されていない。
- 貸切車

営業所近隣の送迎用として三菱（西工C型）、いすゞガーラHDが配置されていた。現在は西鉄観光バス福岡支社へ転出済。過去に日野純正レインボー小型なども存在した。
現在は、スクールバス用にリフト改造を受けた、スペースランナーUA、スペースランナーRAが配置されている。

## 備考
- 定期運用において都市高速経由の定期路線を有しない福岡地区で唯一の営業所である。